# Ecología espiritual
La ecología espiritual es una respuesta espiritual a la crisis ecológica. Es un campo en desarrollo que une a la ecología y el medioambientalismo con la consciencia de lo sagrado dentro de la creación. Llama a incluir, en las respuestas a los problemas medioambientales, una perspectiva, consciencia y práctica espiritual.  

### Introducción
La ecología espiritual reconoce que es crítico admitir y abordar la dinámica espiritual en la raíz de la degradación medioambiental.
La ecología espiritual es un campo que está emergiendo por medio de tres ramas principales de estudio y actividad formal: la ciencia y academia, la religión y la espiritualidad, y la sustentabilidad ecológica. [1]
Más allá de que las áreas de estudio sean diferentes, los principios de la ecología espiritual son sencillos: Par poder resolver problemas del medioambientales tales como la disminución de las especies, el cambio climático, el calentamiento global y el hiperconsumo, la humanidad necesita examinar y re-evaluar nuestras actitudes y creencias subyacentes acerca de la Tierra y nuestra responsabilidad espiritual hacia el planeta. [2] 
Por consiguiente, la renovación y sustentabilidad ecológica necesariamente dependen de la consciencia espiritual y de una actitud de responsabilidad. Los ecologistas espirituales concuerdan que esto incluye tanto el reconocimiento de la creación como sagrada como así también, a las conductas y comportamientos que honran lo sagrado. 

### Historia
La ecología espiritual identifica a la revolución científica, que se iniciara en el siglo XVI y continuara durante la era de la iluminación y la revolución industrial, como importantes colaboradores de un cambio fundamental en la pensamiento humano con un efecto reverberante en el medioambiente. En la era de la ciencia racional, la expansión radical de la consciencia colectiva incluyó un cambio colectivo respecto a la naturaleza, que pasó de ser experimentada como una presencia viva y espiritual a ser considerada como un medio útil para alcanzar un fin. [3]
Durante la era moderna, la razón se volvió más valiosa que la tradición, la revelación y la fe, y la sociedad industrializada reemplazó a las sociedades agrícolas y a las antiguas formas de relacionarse con las estaciones y los ciclos. El aumento global de un predominante punto de vista mundial mecanizado, mutiló y reemplazó el sentido colectivo de lo sagrado con un impulso insaciable de prosperidad material y progreso científico sin ningún límite o responsabilidad.[4]
Algunos en este campo notaron que nuestra visión global patriarcal y la orientación religiosa hacia la transcendencia divina, son mayormente responsables por las actitudes destructivas sobre la Tierra, el cuerpo, y la naturaleza sagrada de la creación.[5]  Por ello, muchos identifican la sabiduría de las culturas indígenas, para quienes el mundo físico ha permanecido sagrado, como poseyendo la clave de nuestro actual predicamento ecológico. 
La ecología espiritual es una respuesta a los valores y estructuras socio-políticas de alejamiento de la intimidad con la Tierra y su esencia sagrada de los últimos siglos. Se ha estado formando y desarrollando como una disciplina intelectual y de orientación práctica por aproximadamente cien años.[6]
La ecología espiritual incluye una vasta diversidad de personas y prácticas que entrelazan la experiencia y el conocimiento espiritual y medioambiental. Además, dentro de la misma tradición existe el profundo desarrollo de la visión espiritual de una evolución colectiva humana/planetaria/divina que está expandiendo la consciencia más allá de las dualidades humano/tierra, cielo/tierra, mente/cuerpo. Esta concepción es propia del movimiento contemporáneo que reconoce la unidad e interrelación, o “Interser”, de toda la creación. 
Los visionarios que promovieron esta idea incluyen a Rudolf Steiner (1851-1955) quien fundó el movimiento espiritual de antroposofía y describió la coevolución de la espiritualidad y la naturaleza[7] , María Montessori (1870-1952), quien propuso la idea de la evolución en la Tierra como sucesivos incrementos de la encarnación de la energía del amor y la consciencia, El maestro sufí de la India, Bhai Sahib (1893-1966) decía que llegaría el día en que la vida espiritual y la vida tal como se entendía en este mundo racional estaban destinadas a reunirse pues eran dos puntas de un mismo palo, se juntarían en el medio y se volverían una, y Pierre Teilhad de Chardin, un jesuita y filósofo francés (1881-1955) quien habló de una transición en la percepción colectiva hacia una consciencia de la divinidad dentro de cada partícula de la vida, incluso en el más denso material. Este cambio incluye la necesidad de disolución de divisiones entre los campos de estudio como se mencionaron más arriba: “La ciencia, la filosofía y la religión están destinadas a converger a medida que se acercan cada vez más a la totalidad”.[8]
El jesuita norteamericano Thomas Berry (1914-2009) ha sido una de las figuras con mayor influencia en este movimiento en desarrollo, con su acento en retornar a un sentido de asombro y reverencia hacia el mundo natural. Él compartió y avanzó la visión de Teillard de Chardin, incluyendo la noción de que la humanidad no está en el centro del universo, sino integrada dentro de una totalidad divina con su propio sendero evolutivo. Esta visión nos llama a re-pensar la relación Tierra/ser humano: “La urgencia actual es comenzar a pensar dentro del contexto de todo el planeta, la comunidad integral de la Tierra con todos sus componentes humanos y no humanos.”[9] 
Más recientemente, líderes del movimiento de budismo comprometido, incluyendo a Thich Nhat Hanh, también señalaron la necesidad de retornar a un sentido de identidad que incluya a la Tierra. Joana Macy, describe un cambio colectivo—al que se refiere como el “Gran Giro”—que nos lleva a una nueva consciencia en a que la Tierra no se experimenta como separada. [10] Similarmente, el Maestro sufí Llewellyn Vaughan-Lee fundamenta su trabajo de ecología espiritual en el contexto de una expansión evolutiva colectiva hacia la unidad, que nos lleva a todos hacia una experiencia de la Tierra y de la humanidad—toda la vida—como interdependiente. Él considera que en la visión de la unidad, el término “ecología espiritual” se vuelve, en sí, redundante. Lo que es sustentable para la Tierra es espiritual; aquello que es espiritual honra una Tierra sagrada.[11]
Un aspecto importante en el trabajo de estos maestros contemporáneos es el llamado a la humanidad a aceptar completamente la responsabilidad por lo que hemos hecho, física y espiritualmente, a la Tierra. Solamente a través de aceptar la responsabilidad, tendrá lugar la sanación y la transformación.[12]
Históricamente vemos el desarrollo de la ecología espiritual entre las ramas más místicas de las religiones tradicionales y en las líneas más espirituales de la conservación medioambiental. Y entretejido a través de toda su trayectoria, se escucha la historia de un universo que evoluciona, llevándonos a una experiencia de integración y totalidad en la cual toda dualidad desaparece—dualidades que han marcado eras pasadas y contribuido a la destrucción de la Tierra como algo que no es espíritu. 

#### La sabiduría indígena
El trayecto histórico que se narró anteriormente tuvo lugar predominantemente en un contexto europeo judeocristiano, porque es dentro de este contexto que la humanidad experimentó la pérdida de la naturaleza sagrada de la creación, con sus consecuencias devastadoras. Sin embargo muchos en el campo de la ecología espiritual reconocen una corriente de experiencia distinta entretejida a través de toda la historia, una corriente que tiene en su núcleo una comprensión vivida de los principios, valores y actitudes de la ecología espiritual: la sabiduría indígena.
El término indígena ser refiera a aquello que es nativo, original y oriundo de un lugar, más específicamente a sociedades que comparten y preservan formas de entender el mundo en relación con la tierra.[13] Para muchas tradiciones Nativas, la Tierra es el contexto espiritual central.[14] Este principio refleja una actitud y un modo de ser en el mundo que está enraizado en la tierra e impregnado en el lugar. [15] La ecología espiritual nos indica observar a los respetables portadores de estas tradiciones para comprender la fuente de nuestra crisis ecológica y espiritual actual y encontrar una guía para volver a un estado de equilibrio.
Muchas enseñanzas indígenas incluyen la vida como un continuo acto de oración y agradecimiento, conocimiento y relación simbólica con la naturaleza animada y estar consciente de las acciones de uno en las generaciones futuras. Tales conocimientos necesariamente implican una mutualidad y reciprocidad entre la gente, la Tierra y el cosmos.
Conjuntamente con los principios básicos y comportamientos propuestos por la ecología espiritual, algunas tradiciones indígenas mantienen la misma visión evolutiva articulada por los maestros espirituales occidentales que se mencionaron anteriormente. La noción de una humanidad que evoluciona hacia la unidad y la armonía con la Tierra después de un período de discordia y sufrimiento se describe en un número de profecías alrededor del mundo. Estas incluyen la profecías del Búfalo Blanco y de los Leones Oren[16] de los indios de Norte América y la profecía del Águila y el Cóndor de las gentes de los Andes.

#### Las corrientes actuales
La ecología espiritual se está desarrollando mayormente en tres áreas identificadas anteriormente: la Ciencia y la Academia, la Religión y la Espiritualidad, y la Conservación Medioambiental.
Ciencia y academia
Entre los académicos con contribuyen a la ecología espiritual, sobresalen cinco por su excepcional creatividad, productividad e impacto: Steven C Rockefeller, Mary Evelyn Tucker, John Grim, Bron Taylor and Roger S. Gottlieb.[17]
Mary Evelyn Tucker y John Grim son las fuerzas dinámicas detrás del foro de religión y ecología de la universidad de Yale, un proyecto multi-religioso que explora visiones del mundo religiosas, textos de éticas y prácticas en orden de ampliar el conocimiento de la compleja naturaleza de las preocupaciones medioambientales actuales. Steven Clark Rockefeller es autor de numerosos libros sobre religión y el medioambiente y profesor emérito de religión, en la universidad Middlebury College. Él jugó un papel central en la realización de la declaración de La Carta de la Tierra.
Roger S. Gottlieb es profesor de filosofía en el instituto politécnico Worcester y autor de más de 100 artículos y 16 libros sobre el medioambiente, vida religiosa, espiritualidad contemporánea, filosofía política, ética, feminismo y el Holocausto. 
Bron Taylor en la universidad de Florida acuñó el término “religión verde oscura” para describir un grupo de creencias y prácticas centradas alrededor de la convicción de que la naturaleza es sagrada.[18] 
Cada uno de los mencionados cultivaron su propia área en este campo emergente del pensamiento académico y acción pragmática. Tomados en conjunto podrán considerarse como reforzándose mutualmente en sinergía. Hay una diferencia substancial en la posición de la ecología espiritual antes y desde su trabajo.
Otros líderes en este campo incluyen a: Leslie Sponsel en la universidad de Hawai', Sarah McFarland Taylor en la Universidad Northwestern,[19] Mitchell Thomashow en la Universidad Antioch de Nueva Inglaterra y los programas de la universidad Schumacher College Programs.
Dentro del campo de la ciencia, la ecología espiritual está emergiendo en las áreas de la física, biología (Ursula Goodenough), estudios de la consciencia (Brian Swimme del instituto de estudios integrals de California), teoría de sistemas (David Loy del instituto de ciencia no-duales) y la Hipótesis Gaia, que fue primeramente articulado por James Lovelock y Lynn Margulisin alrededor de 1970.

#### Religión y ecología
Dentro de muchos credos, el medioambientalismo se está convirtiendo en un área de estudio y apoyo. Los medioambientalistas cristianos enfatizan las responsabilidades ecológicas de todos los cristianos como custodios de la Tierra de Dios, mientras que la ecología religiosa musulmana contemporánea se inspira en temas del Corán tales como la humanidad siendo khalifa o administradora de Dios en la Tierra (2:30). También hay una perspectiva ecológica en el judaísmo basada en la Torá (también aparece en la Biblia) por ejemplo en las leyes de bal tashchis (no destruir sin sentido ni gastar los recursos innecesariamente). El budismo comprometido aplica los principios y enseñanzas budistas a los problemas sociales y medioambientales. Una colección de respuestas budistas al calentamiento global puede verse en budismo ecológico.
Todas las principales tradiciones mundiales en la actualidad parecen incluir un subgrupo de líderes comprometidos con una perspectiva ecológica. El “patriarca verde” Bartholomew 1, patriarca ecuménico de la Iglesia Ortodoxa Oriental[20] desde fines del 1990 has estado reuniendo científicos, medioambientalistas, líderes religiosos y legisladores para encarar la crisis ecológica. Estos acercamientos religiosos a la ecología también tiene una creciente expresión interfé, por ejemplo en el Centro Interfé para el desarrollo sustentable (ICSD) donde líderes religiosos mundiales hablan sobre el cambio climático y la sustentabilidad.

#### Espiritualidad y ecología
Mientras que la orientación religiosa ecológica se basa en las escrituras y la teología, existe un movimiento ecológico más reciente que expresa la necesidad de una metodología ecológica fundada en el conocimiento espiritual en vez de la creencia religiosa. Los individuos que están articulando esta metodología podrán tener un base religiosa, pero su visión ecológica proviene de su propia experiencia espiritual vivida. La diferencia entre esta ecología orientada a lo espiritual y un acercamiento religioso a la ecología puede entenderse como análogo al modo en que el movimiento inter-espiritual va más allá del diálogo internfé e interreligioso a enfocarse en la experiencia actual de los principios y prácticas espirituales.[21] La ecología espiritual similarmente, explora la importancia de esta dimensión espiritual experimental en relación con nuestra actual crisis ecológica.[22]
El maestro de budismo comprometido, Thich Nhat Hanh habla de la importancia de la atención consciente de nuestra Madre Tierra y que la forma superior de oración es comunión real con la Tierra.[23] Sandra Ingerman ofrece sanación chamánica como una forma de revertir la polución en Medicina para la Tierra. El fraile franciscano Richard Rohr enfatiza la necesidad de experimentar a todo el mundo como una encarnación divina. El místico sufí Llewellyn Vaughan-Lee dirige nuestra atención no solamente hacia el sufrimiento físico de la Tierra sino además a su ser espiritual interno o ánima mundi (alma del mundo). Bill Plotkin y otros se ocupan de hallar en la naturaleza un medio de reconexión con nuestra alma y el alma del mundo.[24] Estos son tan solo unas pocas de las numerosas formas en que los practicantes de ecología espiritual dentro de diferentes tradiciones y disciplinas espirituales nos recuerdan y hacen conscientes de la naturaleza sagrada de la creación.

#### Conservación medioambiental
El campo de la conservación medioambiental ha tomado forma y se ha informado y dirigido por individuos que han tenido profundas experiencias de lo sagrado de la naturaleza y han luchado por protegerla. Reconocer la cercanía del alma humana y la naturaleza, puede haber liderado una nueva forma de pensar sobre el planeta y de relacionarse con la Tierra. Hoy muchos aspectos del movimiento de conservación medioambiental están empoderados por los principios espirituales y la cooperación interdisciplinaria.
Una tendencia a destacar es el reconocimiento de que la mujer—por instinto y naturaleza—tiene un compromiso y capacidad única para proteger los recursos de la Tierra. Esto se ve ilustrado en las vidas de Wangari Maathai, fundadora del Movimiento del Cinturón Ecológico de África, que fue inicialmente realizado por mujeres plantando árboles; Jane Goodall, innovadora de programas sustentables locales en África, muchos de los cuales son diseñados para empoderar jovencitas y mujeres, y  Vandana Shiva, la activista hindú que trabaja en una variedad de problemas incluyendo el salvataje de semillas, protección de pequeñas granjas en la India y la protesta contra la industria agraria. 
Otros medioambientalistas interdisciplinarios contemporáneos incluyen a Wendell Berry, un granjero, poeta y académico que vive en Kentucky, quien lucha por las granjas pequeñas y critica la industria agraria, y Satish Kumar, anteriormente un monje Jain y fundador de la universidad Schumacher College, un centro de estudios ecológicos.